# Championnat de la Barbade de football 2006
Navigation
Saison précédente Saison suivante
La saison 2006 du Championnat de la Barbade de football est la trente-neuvième édition de la Premier League, le championnat national à la Barbade. Les dix équipes engagées sont regroupées au sein d'une poule unique où elles s'affrontent à deux reprises. En fin de saison, les deux derniers du classement sont relégués et remplacés par les deux meilleures formations de Division 1.
C'est le club de Youth Milan FC qui remporte la compétition cette saison après avoir terminé en tête du classement final, avec un seul point d'avance sur le double tenant du titre, Notre Dame SC et sept sur Silver Sands FC. Il s’agit du tout premier titre de champion de la Barbade de l'histoire du club. Coup de tonnerre en queue de classement avec la dernière place du Paradise Football Club, champion en 2001 et 2003, qui rate complètement sa saison et doit donc descendre en deuxième division.

## Les clubs participants
- Paradise Football Club
- Notre Dame SC
- Youth Milan FC
- Pride of Gall Hill FC
- Silver Sands FC
- Eden Stars FC
- Beverly Hills FC
- Britton Hill FC - Promu de Division 1
- Tudor Bridge FC - Promu de Division 1
- Barbados Defence Force SC

## Compétition
Le barème de points servant à établir le classement se décompose ainsi :
- Victoire : 3 points
- Match nul : 1 point
- Défaite : 0 point

### Classement
| Rang | Équipe                    | Pts | J  | G  | N | P  | Bp | Bc | Diff |
| ---- | ------------------------- | --- | -- | -- | - | -- | -- | -- | ---- |
| 1    | Youth Milan FC            | 37  | 18 | 11 | 4 | 3  | 33 | 20 | +13  |
| 2    | Notre Dame SCT            | 36  | 18 | 10 | 6 | 2  | 32 | 13 | +19  |
| 3    | Silver Sands FC           | 30  | 18 | 7  | 9 | 2  | 33 | 21 | +12  |
| 4    | Barbados Defence Force SC | 27  | 18 | 7  | 6 | 5  | 23 | 23 | 0    |
| 5    | Britton Hill FCP          | 23  | 18 | 6  | 5 | 7  | 24 | 29 | -5   |
| 6    | Eden Stars FC             | 21  | 18 | 5  | 6 | 7  | 29 | 34 | -5   |
| 7    | Pride of Gall Hill FCC    | 20  | 18 | 5  | 5 | 8  | 21 | 26 | -5   |
| 8    | Tudor Bridge FCP          | 20  | 18 | 5  | 5 | 8  | 14 | 24 | -10  |
| 9    | Beverly Hills FC          | 19  | 18 | 5  | 4 | 9  | 35 | 37 | -2   |
| 10   | Paradise Football Club    | 10  | 18 | 2  | 4 | 12 | 13 | 30 | -17  |

|  | Champion de la Barbade 2006                                                         |
|  | Relégation en Division 1                                                            |
|  | T : Tenant du titre C : Vainqueur de la Coupe de la Barbade P : Promu de Division 1 |

## Bilan de la saison
| Championnat de la Barbade de football 2006 |                            |
| Champion                                   | Youth Milan FC (1er titre) |
| Coupes et trophées                         |                            |
| Vainqueur de la Coupe de la Barbade 2006   | Pride of Gall Hill FC      |
| Qualifications continentales               |                            |
| CFU Club Championship 2006                 | Aucun                      |
| Promotions et relégations                  |                            |
| Promus en Premier League                   | Haggatt Hill FC            |
| Promus en Premier League                   | Technico FC                |
| Relégués en Division 1                     | Paradise Football Club     |
| Relégués en Division 1                     | Beverly Hills FC           |